# Spyker F1 Team
Spyker F1 Team est une ancienne écurie néerlandaise de Formule 1 engagée par le constructeur Spyker Cars N.V. en championnat du monde pendant la saison 2007. Spyker F1 Team est issue du rachat en septembre 2006 de l'éphémère écurie Midland F1 Racing, qui avait elle-même succédé à Jordan Grand Prix. En 17 Grands Prix de Formule 1, l'écurie a inscrit un point grâce à Adrian Sutil et a pris la tête d'une course pendant 6 tours au Grand Prix d'Europe grâce à Markus Winkelhock. À l'issue de la saison 2007, Spyker F1 Team est rachetée par un consortium indien et rebaptisée Force India afin de s'engager au championnat du monde 2008.

## Historique

### Les origines tourmentées de l'écurie

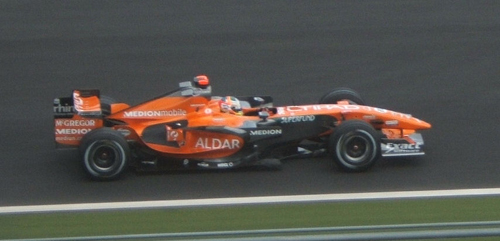
Sutil sur la F8-VII au GP de France 2007

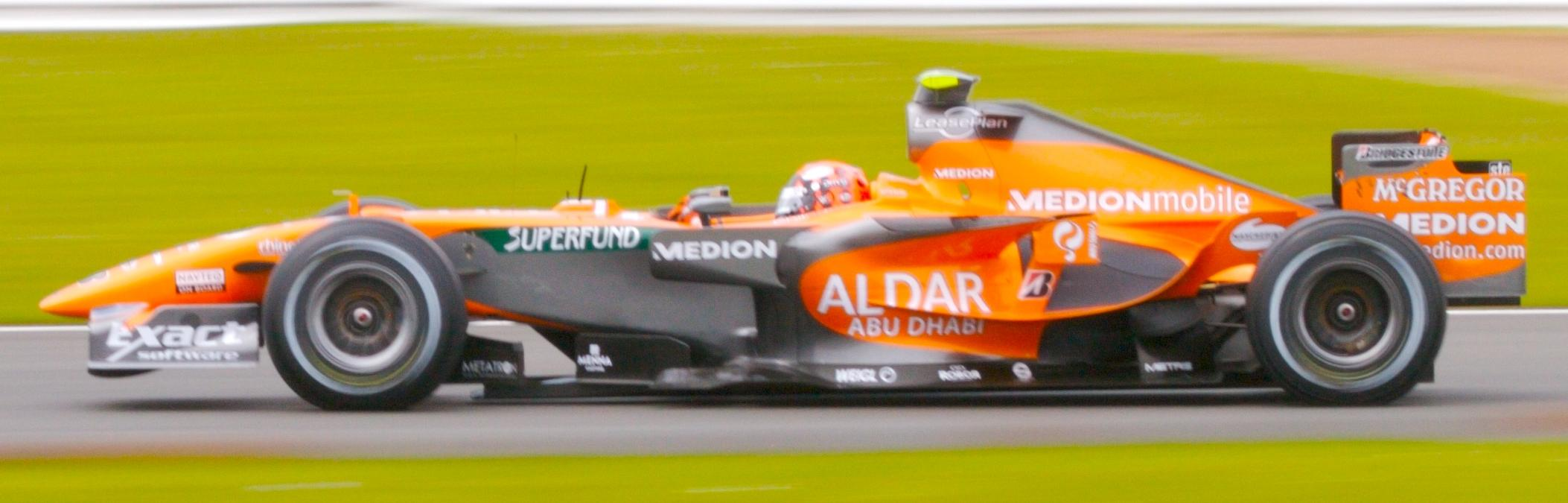
Christijan Albers sur la F8-VII

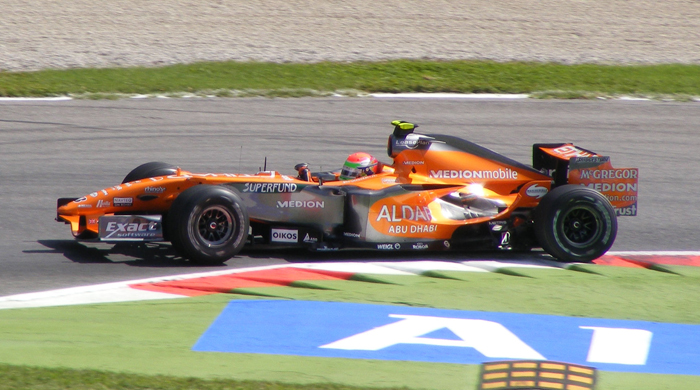
Yamamoto sur la F8-VIIB au GP d'Italie 2007

Le Spyker F1 Team, dont la création remonte au mois de septembre 2006, n'a pas été monté de toutes pièces par Spyker. L'histoire de l'écurie trouve sa source en 1980 avec la création, par l'ancien pilote irlandais Eddie Jordan, de l'écurie Eddie Jordan Racing, structure qui prend le nom de Jordan Grand Prix à l'occasion de son engagement en Formule 1 en 1991. Devenue au fil des années 1990 l'une des meilleures et des plus populaires équipes du plateau, Jordan Grand Prix connaît un rapide déclin au début des années 2000. N'étant plus en mesure d'assurer la survie de son équipe, Eddie Jordan se résout en janvier 2005 à la vendre au Midland Group, un consortium spécialisé dans l'acier, et propriété de l'entrepreneur canadien d'origine russe Alex Schnaider. 
Après une ultime saison en 2005 sous le nom Jordan Grand Prix (12 points inscrits et la 9e place en championnat du monde des constructeurs), l'équipe est rebaptisée Midland F1 Racing en 2006 et s'inscrit au championnat du monde sous licence russe. Schnaider, qui a sous-estimé la difficulté de la F1 et son coût de fonctionnement, ne tarde pas à se lasser et à engager des négociations pour la revente de l'équipe. Après une saison 2006 décevante (aucun point inscrit en 18 départs pour deux monoplaces engagées), il décide lors du Grand Prix d'Italie à Monza, de vendre son équipe à un consortium néerlandais mené par Michiel Mol, patron de l'entreprise spécialisée dans l'informatique Lost Boys (qui est depuis l'époque Verstappen un fervent sponsor des pilotes néerlandais) et le constructeur néerlandais Spyker Cars N.V.
Dès le Grand Prix suivant, Spyker appose immédiatement sa marque en présentant les « nouvelles » monoplaces Spyker-MF1 Racing. Or le règlement de la discipline stipule qu'une écurie n'a pas le droit de changer de dénomination durant la saison, l'appellation officielle d'une écurie se composant du nom du principal sponsor (qui peut varier), suivi du nom du constructeur (inamovible pendant la saison). Malgré le changement de dénomination, l'écurie respecte (en le contournant intelligemment) le règlement car Spyker n'est pas mentionné en tant que nouveau constructeur mais seulement en tant que commanditaire principal de l'écurie. Plus spectaculaire pour le grand public, les monoplaces arborent une nouvelle livrée à dominante orange, signe de la nouvelle identité néerlandaise de l'équipe. À la fin de la saison, on constate que l'ambition des nouveaux dirigeants est plus grande que celle de Schnaider puisqu'un contrat de fourniture moteurs avec Ferrari est conclu. Fin novembre 2006, Spyker confirme Christijan Albers comme premier pilote et annonce le départ de Tiago Monteiro ainsi que son remplacement par l'espoir allemand Adrian Sutil qui fera ses débuts dans la discipline reine.

### Une seule saison en F1

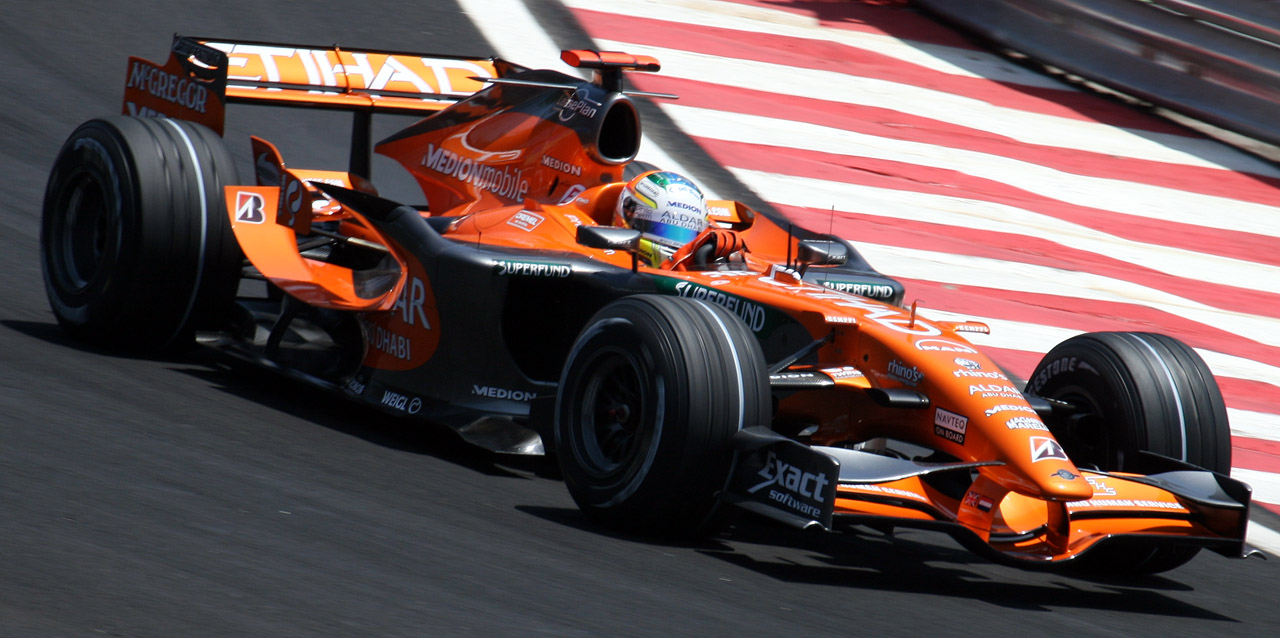
Sutil sur F8-VIIB au GP du Brésil 2007

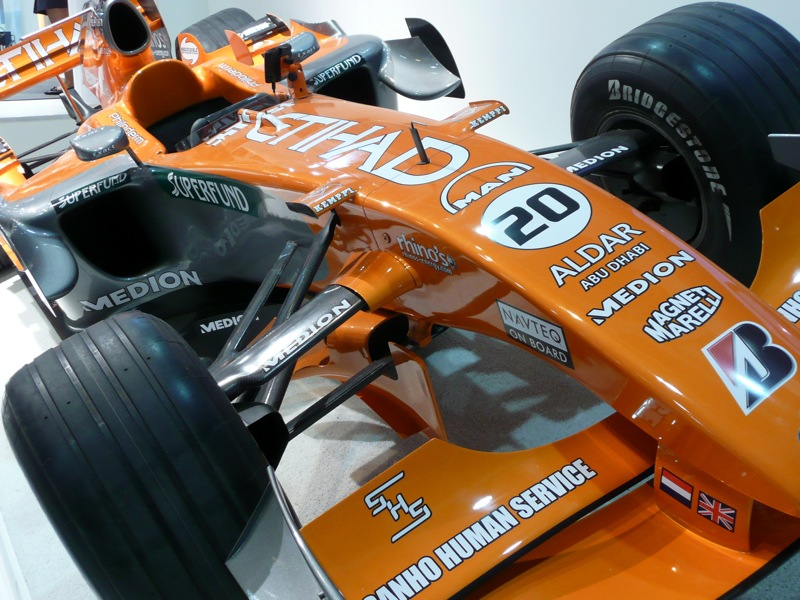
La Spyker F8-VII de la saison 2007.

La saison 2007 est très dure pour la jeune équipe néerlandaise. Bien que les monoplaces disposent d'un moteur Ferrari, les pilotes ne parviennent pas à s'extraire du fond de la grille en qualifications. Après les six premiers Grands Prix de la saison, les Spyker ont connu sept abandons et leur meilleur classement est une 13e place de Sutil au Canada.
Lors du Grand Prix de France, Christijan Albers, régulièrement dominé par Sutil depuis le début de la saison et dont la cote baisse dangereusement auprès de son patron Michiel Mol, est contraint à l'abandon après avoir arraché le tuyau de ravitaillement en carburant lors d'un arrêt au stand. Il est alors licencié dès la fin du Grand Prix suivant en Grande-Bretagne et remplacé par le novice allemand Markus Winkelhock. 
Au Nürburging, course marquée par une météo capricieuse, Winkelhock réalise le premier coup d'éclat de la modeste écurie. Qualifié en 22e et dernière position sur la grille mais seul pilote chaussé en pneus pluie, il se hisse rapidement en tête de l'épreuve et la conserve jusqu'à son interruption par la direction de course. Lors du second départ, il s'élance en tête mais se fait rapidement déborder par la plupart de ses adversaires avant de devoir abandonner quelques tours plus tard sur casse mécanique. Spyker a toutefois mené un Grand Prix de Formule 1 pendant six tours. 
Dès la course suivante, Winkelhock cède son baquet à Sakon Yamamoto qui a déjà disputé 7 Grands Prix au volant d'une Super Aguri F1 en 2006. Cependant, le meilleur pilote de Spyker est bien Adrian Sutil, qui, avant même la fin de sa première saison, est déjà vu par de nombreux observateurs comme une valeur sûre.
À Monza, Spyker étrenne une nouvelle version de sa monoplace, la F8-VII-B, plus fiable et plus rapide que sa devancière. Si les résultats en qualifications ne progressent pas, la nouvelle machine permet, là encore sous une météo des plus exécrables, à Adrian Sutil de récolter, au Mont Fuji théâtre de l'épreuve japonaise, son premier point et le premier de l'écurie après le déclassement de l'Italien Vitantonio Liuzzi.
Mais à la suite des difficultés financières de la maison-mère Spyker Cars N.V. et au coût que représente le fonctionnement d'une écurie de Formule 1, la vente de l'équipe au consortium Orange India Holdings est approuvée par les actionnaires le 29 septembre 2007 pour un montant de 88 millions de dollars. Ce consortium est constitué à parts égales de Watson Ltd. (propriété de l'homme d'affaires indien Vijay Mallya, 746e fortune mondiale 2006 selon le magazine Forbes) et Strongwind (propriété de la famille de Michiel Mol). Le docteur Vijay Mallya, propriétaire notamment de UB Group (fabricant d'alcools forts) et de la compagnie aérienne Kingfisher Airlines, devient propriétaire de la nouvelle écurie avec Michiel Mol qui a revendu ses parts de Spyker Cars N.V. pour investir dans la nouvelle équipe de course qui prend le nom de Force India pour son engagement en championnat du monde en 2008.

## Résultats en championnat du monde de Formule 1
| Saison | Écurie                      | Châssis                      | Moteur          | Pneus       | Pilotes                                                         | Grands Prix disputés | Points inscrits | Classement |
| ------ | --------------------------- | ---------------------------- | --------------- | ----------- | --------------------------------------------------------------- | -------------------- | --------------- | ---------- |
| 2007   | Etihad Aldar Spyker F1 Team | Spyker F8-VII Spyker F8-VIIB | Ferrari 056H V8 | Bridgestone | Adrian Sutil Christijan Albers Markus Winkelhock Sakon Yamamoto | 17                   | 1               | 10e        |

| Saison | Écurie                      | Châssis                      | Moteur          | Pneumatiques | Pilotes           | Courses | Courses | Courses | Courses | Courses | Courses | Courses | Courses | Courses | Courses | Courses | Courses | Courses | Courses | Courses | Courses | Courses | Points inscrits | Classement |
| Saison | Écurie                      | Châssis                      | Moteur          | Pneumatiques | Pilotes           | 1       | 2       | 3       | 4       | 5       | 6       | 7       | 8       | 9       | 10      | 11      | 12      | 13      | 14      | 15      | 16      | 17      | Points inscrits | Classement |
| ------ | --------------------------- | ---------------------------- | --------------- | ------------ | ----------------- | ------- | ------- | ------- | ------- | ------- | ------- | ------- | ------- | ------- | ------- | ------- | ------- | ------- | ------- | ------- | ------- | ------- | --------------- | ---------- |
| 2007   | Etihad Aldar Spyker F1 Team | Spyker F8-VII Spyker F8-VIIB | Ferrari 056H V8 | Bridgestone  |                   | AUS     | MAL     | BAH     | ESP     | MON     | CAN     | USA     | FRA     | GBR     | EUR     | HON     | TUR     | ITA     | BEL     | JAP     | CHI     | BRÉ     | 1               | 10e        |
| 2007   | Etihad Aldar Spyker F1 Team | Spyker F8-VII Spyker F8-VIIB | Ferrari 056H V8 | Bridgestone  | Adrian Sutil      | 17e     | Abd     | 15e     | 13e     | Abd     | Abd     | 14e     | 17e     | Abd     | Abd     | 17e     | 21e     | 19e     | 14e     | 8e      | Abd     | Abd     | 1               | 10e        |
| 2007   | Etihad Aldar Spyker F1 Team | Spyker F8-VII Spyker F8-VIIB | Ferrari 056H V8 | Bridgestone  | Christijan Albers | Abd     | Abd     | 14e     | 14e     | 19e     | Abd     | 15e     | Abd     | 15e     |         |         |         |         |         |         |         |         | 1               | 10e        |
| 2007   | Etihad Aldar Spyker F1 Team | Spyker F8-VII Spyker F8-VIIB | Ferrari 056H V8 | Bridgestone  | Markus Winkelhock |         |         |         |         |         |         |         |         |         | Abd     |         |         |         |         |         |         |         | 1               | 10e        |
| 2007   | Etihad Aldar Spyker F1 Team | Spyker F8-VII Spyker F8-VIIB | Ferrari 056H V8 | Bridgestone  | Sakon Yamamoto    |         |         |         |         |         |         |         |         |         |         | Abd     | 20e     | 20e     | 17e     | 12e     | 17e     | Abd     | 1               | 10e        |

Légende : ici